# Acanthamoebidae
Acanthamoebidae – rodzina ameb należących do supergrupy Amoebozoa w klasyfikacji Cavaliera-Smitha.
Należą tutaj następujące rodzaje:
- Acanthamoeba
- Protacanthamoeba